# Petrell de collar
El petrell de collar (Pterodroma brevipes) és un ocell marí de la família dels procel·làrids (Procellariidae), d'hàbits pelàgics, que habita l'àrea tropical del Pacífic i cria a Fiji. Era considerat una subespècie de Pterodroma leucoptera.